# Беневенто
Беневе́нто (итал. Benevento, неап. Beneviento, лат. Beneventum) — город в итальянской области Кампания, административный центр одноимённой провинции.
Покровителем города считается апостол Варфоломей, мощи которого хранятся здесь с IX века в соборе Сан Бартоломео, в связи с чем город всегда был весьма привлекателен для паломников-христиан.
Праздник города — 24 августа.

## История и этимология
В древности, до прихода римлян, здесь было поселение самнитов, которое (в римской транскрипции) носило название Maleventum (созвучно латинскому «male ventum» — «плохой (злой) ветер», что возможно перевести в смысле — «неблагоприятная судьба»); позднее, после победы римлян над Пирром в 275 г. до н. э., сюда были направлены римские колонисты, и область была переименована в Beneventum (лат. bene — «благоприятный», «хороший») — Беневент. Через него проходила Аппиева дорога, позволявшая римлянам использовать его как плацдарм для распространения своего влияния на юг Италии. Под Беневентом в 275 году до н. э. проиграл своё последнее сражение с римлянами эпирский царь Пирр.
В 217 году до н. э. армия Ганнибала идя из Апулии в Кампанию разграбила окрестности римской колонии.
В 214 и 212 годах до н. э. при Беневенте карфагеняне потерпели поражение от римлян во Второй Пунической войне.
В последние годы империи Беневент был разгромлен готским вождём Тотилой. Восстановлением его занялись лангобарды, избравшие Беневент центром своей власти в южной Италии. Созданное ими в 571 году герцогство Беневенто оставалось важнейшим политическим образованием к югу от Рима до конца IX века, когда оно, вследствие внутренних конфликтов, утратило всякое значение. В первой половине XI века городом обладали византийцы, затем им непродолжительное время владел нормандский герцог Роберт Гвискар, а с 1081 года вплоть до объединения Италии — папа римский.
В 860 году князь Беневенто Адельхиз предоставил убежище бежавшим из своих владений Ламберту и Хильдеберту, графу Камерино, составившим заговор против короля Италии Людовика II. 
Несколько позднее Адельхиз вместе с князем Салерно Гвефером и  герцогом Неаполя Сергием II возглавил восстание южноитальянской знати. В 871 году к ним присоединились Ламберт, ставший герцогом Сполето, и его родственник Ламберт Лысый, новый граф Камерино. Князь Беневенто взял в плен Людовика II и продержал его под стражей больше месяца, с 13 августа по 17 сентября 871 года — император был отпущен после того, как дал клятву не мстить мятежникам, однако сразу же после освобождения Сполето и Камерино были им конфискованы. Ламберт II вновь нашёл убежище в Беневенто у князя Адельхиза, на этот раз вместе с Ламбертом Лысым. В 872 году они воевали с сарацинами, разбив их войско, державшее в осаде Салерно.
В следующем году папа римский Иоанн VIII освободил Людовика II от клятвы, которую тот дал Адельхизу, после чего император осадил Беневенто — однако, потерпел неудачу. В 1081 году вошёл в папские владения в качестве центра одноимённого княжества, после чего стал одной из папских резиденций. В 1130—1138 годах город стал центром борьбы между римским папой Иннокентием II, поддержанным германским императором Лотарем II, и антипапой Анаклетом, союзником которого был сицилийский король Рожер II. События времён папской схизмы, сопровождавшейся нормандскими вторжениями, подробно описаны местным хронистом Фальконе Беневентано. В 1266 году под стенами Беневенто король Карл Анжуйский разгромил последнего штауфенского монарха Манфреда Сицилийского, и завладел его царством.
В 1806 году великий камергер Франции Талейран получил от Наполеона титул князя Беневенто. В 1814 году, после поражения Наполеона, Талейран в качестве министра иностранных дел согласовывал условия Парижского мирного договора, по условиям которого Беневенто вернулось под власть папы римского. Взамен он получил титул принца де Талейрана.

## Население
Динамика численности населения по годам:
| 1991   | 2001   | 2011   | 2020   |
| ------ | ------ | ------ | ------ |
| 62 561 | 61 791 | 61 489 | 58 794 |

## Достопримечательности
Важным центром паломничества для христиан со всего мира является расположенный в Беневенто Собор Святого  Варфоломея  Апостола (Basilica di San Bartolomeo Apostolo), в котором хранятся мощи этого святого. Из древних памятников в Беневенто, где почти каждая стена состоит из обломков алтарей, гробниц, колонн и сводов, особенно замечательна хорошо сохранившаяся, построенная в 114 г. триумфальная арка Траяна (15,5 м высоты), которая теперь под названием Золотых ворот (Porta aurea) составляет городские ворота. Она состоит из простой, вполне сохранившейся арки паросского мрамора с надписью, которую и теперь ещё можно разобрать; на фронтоне находятся рельефные изображения событий из жизни Траяна, но они сохранились только наполовину. Древнеримский амфитеатр (Teatro romano) был изрядно отреставрирован в сравнительно недавнее время, в более нетронутом виде сохранился античный мост.
Замечателен также собор Успения Пресвятой Девы Марии (Duomo di Benevento — Cattedrale di Santa Maria Assunta), заложенный лангобардами в VII столетии и не раз перестраивавшийся, с бронзовыми дверями и прекрасными образами, равно как церковь Св. Софии (Chiesa di Santa Sofia; VIII в., перестроена 1688) с выцветшими фресками и кьестро XII в., а также папский замок (Rocca dei Rettori) XIV века. Отличительная черта городской планировки, сообщающая Беневенто некоторое сходство с Римом, — египетские обелиски на разных площадях.

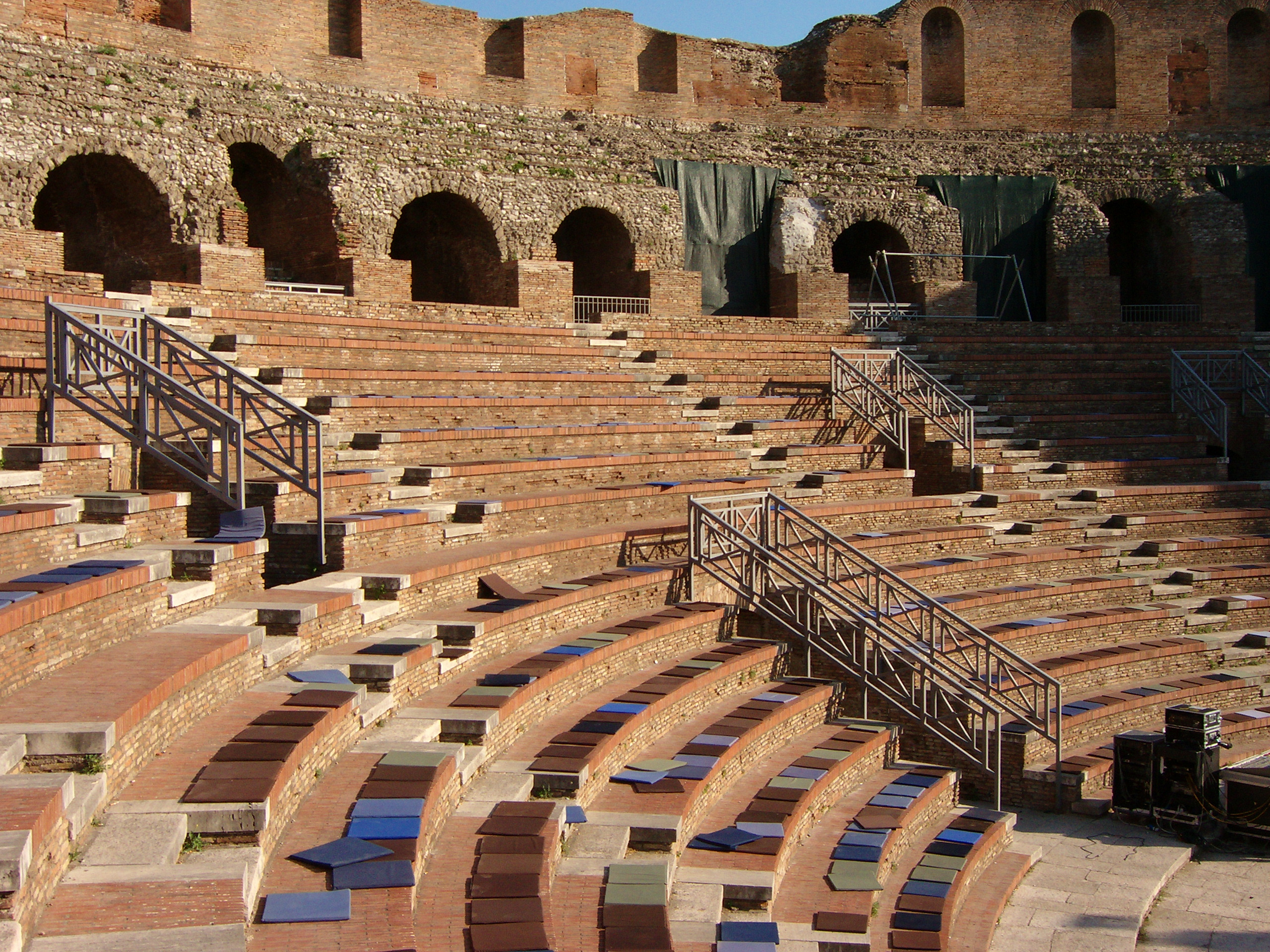
Римский амфитеатр
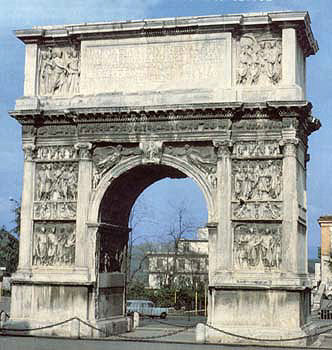
Арка Траяна
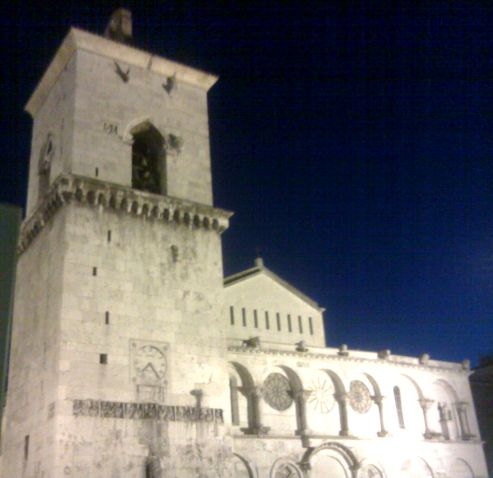
Фасад городского собора Успения Пресвятой Девы Марии

## Традиции и фольклор
В средние века Беневенто был известен, как «город ведьм» — существовала легенда, согласно которой по субботам здесь, вокруг волшебного орехового дерева, собирались колдуньи для своих обрядов.
Эта легенда легла в основу балета Сальваторе Вигано и Франца Зюсмайера «Орех Беневенто», премьера которого состоялась в миланском театре Ла Скала 25 апреля 1812 года.
Безудержная пляска колдуний, собравшихся на шабаш в Беневенто, вдохновила Никколо Паганини на создание знаменитых Вариаций на четвертой струне («Ведьмы», op. 8, вариации на тему балета «Орех Беневенто» для скрипки с оркестром).

## Известные жители
- Правители Беневенто.
- Артелая (544—560) — святая Римско-католической церкви, покровительница города.
- Фалько из Беневенто (1070—1145) — лангобардский хронист, историк нормандских завоеваний в Италии.

## Экономика
В 1846 году в Беневенто была основана компания Rummo, производитель макаронных изделий из твёрдых сортов пшеницы.